# Kensington-Malpeque
Pour les articles homonymes, voir Kensington et Malpeque.
Circonscription électorale provinciale du Canada
Kensington-Malpeque est une circonscription électorale provinciale de l'Île-du-Prince-Édouard (Canada). La circonscription est créée en 1996 à partir de portions des circonscriptions de 1er Queens et 4e Prince.

## Liste des députés
| Kensington-Malpeque                                      | Kensington-Malpeque | Kensington-Malpeque       | Kensington-Malpeque | Kensington-Malpeque | Kensington-Malpeque |
| Nom                                                      | Nom                 | Parti                     | Mandat              | Législature         |                     |
| -------------------------------------------------------- | ------------------- | ------------------------- | ------------------- | ------------------- | ------------------- |
| Pour la période 1873-1996, voir 1er Queens et 4e Prince. |                     |                           |                     |                     |                     |
|                                                          | Mitch Murphy        | Progressiste-conservateur | 1996 - 2000         | 60e                 |                     |
|                                                          | Mitch Murphy        | Progressiste-conservateur | 2000 - 2003         | 61e                 |                     |
|                                                          | Mitch Murphy        | Progressiste-conservateur | 2003 - 2007         | 62e                 |                     |
|                                                          | Wes Sheridan        | Libéral                   | 2007 - 2011         | 63e                 |                     |
|                                                          | Wes Sheridan        | Libéral                   | 2011 - 2015         | 64e                 |                     |
|                                                          | Vacant              | Vacant                    | 2015                | 64e                 |                     |
|                                                          | Matthew MacKay      | Progressiste-conservateur | 2015 - 2019         | 65e                 |                     |
|                                                          | Matthew MacKay      | Progressiste-conservateur | 2019 - 2023         | 66e                 |                     |
|                                                          | Matthew MacKay      | Progressiste-conservateur | 2023 - en cours     | 67e                 |                     |

## Géographie
La circonscription comprend la ville de Kensington et le village de Sherbrooke.